# Ghlig Ehl Beye (Hodh El Gharbi)
Pour les articles homonymes, voir Ghlig Ehl Beye et Beye.
Ghlig Ehl Beye est une commune de Mauritanie située dans le département de Kobenni de la région de Hodh El Gharbi.